# Cratere Schjellerup
Schjellerup è un cratere lunare di 62,82 km situato nella parte nord-occidentale della faccia nascosta della Luna.